# Zeitschrift für Psychiatrie, Psychologie und Psychotherapie
Die Zeitschrift für Psychiatrie, Psychologie und Psychotherapie (ZPPP) war eine vierteljährlich erscheinende Fachzeitschrift aus dem Bereich der Psychiatrie, Psychologie und Psychotherapie. Sie erschien von 2006 bis 2020 im Hogrefe Verlag. Im Jahr 2020 wurde sie nach dem 68. Heft eingestellt.

## Geschichte und inhaltliche Ausrichtung
Die Jahrgangszählung der ZPPP beginnt mit Band 54 für die Ausgaben des Jahres 2006 und endet mit Band 68 für das Jahr 2020. Vorgängerin war die Zeitschrift für klinische Psychologie, Psychopathologie und Psychotherapie, die im Auftrag der Görres-Gesellschaft vom Schöningh-Verlag in Paderborn und vom Alber-Verlag in Freiburg im Breisgau herausgegeben wurde. Fachherausgeber dieser Zeitschrift waren Bernhard Bogerts, Kurt Heinrich, Hans Lauter, der Psychiater, Psychoanalytiker und Philosoph Herrmann Lang (geb. 1938) sowie Franz Petermann, der die Zeitschrift in die neue Form überführte.
Inhaltlich sollten die Forschungs- und Anwendungsbereiche der Psychiatrie in der neuen Zeitschrift ein stärkeres Gewicht erhalten und es wurde möglich, durch Fragenbeantwortung zu den Artikeln Fortbildungspunkte (CME-Punkte) zu erwerben. Eine weitere Neuerung bestand darin, dass die einzelnen Hefte jeweils einem Themenschwerpunkt gewidmet waren, die aufgrund der Kriterien von Aktualität und Relevanz ausgewählt wurden und für die jeweils wechselnde Herausgeber verantwortlich zeichneten. Die Herausgebergruppe der Zeitschrift bestand aus drei Psychiatern und drei Psychologen und Psychotherapeuten. Zusätzlich wurde ein wissenschaftlicher Beirat von 15 Mitgliedern gebildet.
Die Zeitschrift bot Artikel, Erfahrungsberichte, Buchbesprechungen und Diskussionen zu den unterschiedlichen Praxisbereichen der Psychiatrie, der Psychosomatik, der Klinischen Psychologie und Psychotherapie. Vom wissenschaftlichen Paradigma her war sie an der evidenz-basierten Medizin orientiert und widmete sich u. a. der Auseinandersetzung mit den Medizinischen Leitlinien der entsprechenden Fachgebiete. Es wurden aber weiterhin auch Artikel aus dem Bereich der Qualitativen Forschung sowie Erfahrungsberichte aus der Praxis zu den jeweiligen Themenschwerpunkten veröffentlicht. Die Zeitschrift wurde u. a. von der Deutschen Gesellschaft für Psychiatrie und Psychotherapie, Psychosomatik und Nervenheilkunde DGPPN unterstützt.

## Herausgeber und Autoren
Die geschäftsführenden Herausgeber waren der Klinische Psychologe Franz Petermann und der Neuropsychologe Lutz Jäncke, daneben die Professorin für Klinische Psychologie Simone Munsch von der Universität Freiburg (Schweiz), die Professorin für Psychiatrie und Psychotherapie an der Universität Bonn Alexandra Philipsen sowie Erich Seifritz von der Universität Zürich. Zu den häufiger in der Zeitschrift veröffentlichten Autoren gehörten u. a. Harald J. Freyberger, Rolf-Dieter Stieglitz, Elmar Brähler und Ulrike Petermann.